# Vankorveld

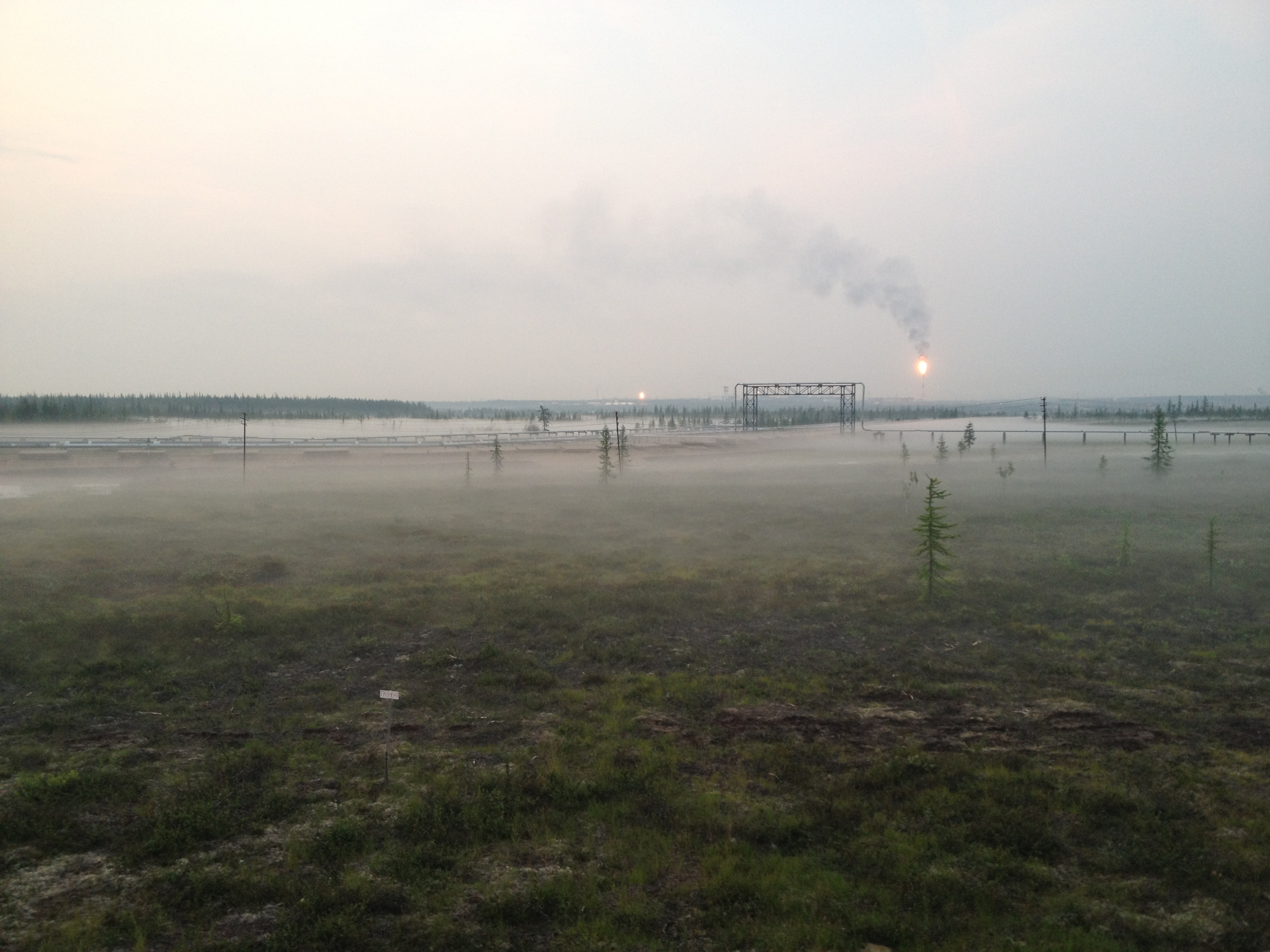
Productiefaciliteiten op het Vankorveld

Het Vankorveld (Russisch: Ванкорское нефтегазовое месторождение; Vankorskoje neftegazovoje mestorozjdenië) is een olie- en gasveld in het district Toeroechansk in het noorden van de Russische kraj Krasnojarsk, in het westen van Oost-Siberië. Het ligt op 142 kilometer ten westen van de stad Igarka, nabij de grens met het autonome district Jamalië. De geschatte reserves bedragen 520 miljoen ton olie en 95 miljard kubieke meter aardgas. De productie werd opgestart in 2009. Het veld wordt geëxploiteerd door Jenisejneft, een dochterbedrijf van het Russische staatsbedrijf Rosneft. Voor de huisvesting van de mensen die werken in het gebied is de tijdelijke nederzetting Vankor gebouwd.

## Gegevens
Het Vankorveld ligt in het olie- en gasgebied van de Poer en de Taz in het noordoostelijke deel van de West-Siberische olie- en gasregio rond het stroomgebied van de rivier Vankora in een permafrostgebied ten noorden van de noordpoolcirkel. Het is daarmee het noordelijkste olieveld op het Russische vasteland. Het Vankorveld vormt onderdeel van het gelijknamige Vankorcluster, waartoe ook de kleinere velden Soezoen (noordzijde, in Tajmyr), Tagoel en Lodotsjnaja (beide aan zuidzijde) behoren, die in 2013 door Rosneft met de overname van TNK-BP werden verworven. De exploitatieperiode van het Vankorveld werd bij de openstelling geschat op 35 jaar met een geschatte totale opbrengst van omgerekend 80 miljard dollar en een geschatte belastingopbrengst voor de Russische schatkist van 4,5 biljoen roebel bij een olieprijs van 60 dollar per vat. Het is daarmee een van de belangrijkste projecten van Rosneft en een van de grootste industriële projecten van Rusland.

### Geologie
Tektonisch gezien is de afzetting beperkt tot de Vankoropheffing in het noordelijke deel van de boog van Lodotsjnaja/Lodotsjny, die het zuidelijke deel van het Terras van de Grote Cheta van het Nadym-Tazbekken (sineklazy) bemoeilijkt. De productieve horizonten van de afzetting hebben een zandige samenstelling en beperken zich tot de Onder-Krijtlagen van de suites van Beneden-Cheta (Boven-Berriasien tot Beneden-Valanginien) en Jakovlev (Beneden-Aptien tot Midden-Albien). In de bovenliggende laag van de Dolgaanse Formatie (Boven-Albien tot Cenomanien) bevinden zich niet-winbare gaslagen.

### Reserves
De reserves van het veld werden in 2010 geschat op 3,5 miljard vaten (490 miljoen ton) olie en ongeveer 74 miljard m³ aardgas. De oliereserves in het hele Vankorcluster worden geschat op 876 miljoen ton olie. De bewezen oliereserves werden in 2009 vastgesteld op 1,5 miljard vaten.

### Faciliteiten

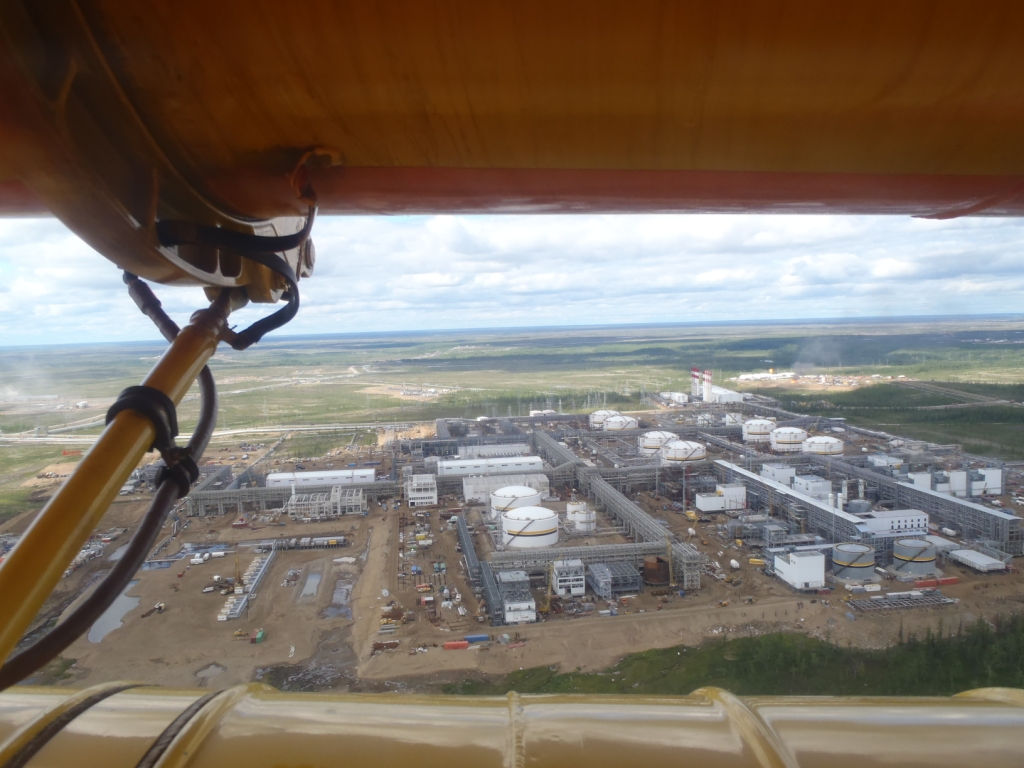
Olieterminal bij het Vankorveld

Het project telt 1685 productiefaciliteiten, waaronder een oliebehandelingslijn, een gascentrale van 210 MW en een olieterminal met een capaciteit van 140.000 m³ aardolie. De olie wordt via een pijpleiding met een capaciteit van 600.000 vaten per dag vervoerd naar de plaats Poerpe in Jamalië en vandaar uit via het Transneft-netwerk (met name via de Oostelijke oliepijpleiding) getransporteerd naar de Volksrepubliek China. Het aardgas wordt via pijpleidingen vervoerd naar de nabijgelegen productiefaciliteiten van LUKoil en vervolgens verder verspreid via de gastransportleidingen van Gazprom.

## Geschiedenis

### Ontdekking en strijd om het eigendom
Het Vankorveld werd in 1988 ontdekt in het noordoostelijke deel van de West-Siberische olie- en gasregio tijdens een prospectie-expeditie onder leiding van Boris Mogilev. Na het uiteenvallen van de Sovjet-Unie kreeg het bedrijf Jenisejneft een ontwikkelingslicentie voor Vankor en het bedrijf Tajmyrneft een ontwikkelingslicentie voor het exploiteren van Vankor-Noord, die vanaf 1998 beiden in handen waren van het Brits-Russische bedrijf Anglo-Siberian Oil Company. Via een gecompliceerd financieel plan wist Yukos vervolgens een deel van Vankor in handen te krijgen, maar kreeg niet de kans om de productie op te starten. In 2001 deed het in Londen gevestigde Sibir Energy een overnamebod aan de Anglo-Siberian Oil Company om zo toegang te krijgen tot het Vankorveld, maar dit bod werd afgewezen. In 2002 probeerde Anglo-Siberian 52% van het ontwikkelingsproject van het Vankorveld te verkopen aan TotalFinaElf, maar vanwege juridische problemen ging de deal niet door. In 2003 wist Rosneft via een openbaar bod op de London Stock Exchange Anglo-Siberian over te nemen, waarop de deal met Total werd stopgezet. Sindsdien wordt het veld ontwikkeld en geëxploiteerd door Rosneft's dochteronderneming Vankorneft.

### Ontwikkeling en start van de exploitatie
De front-end engineering en het ontwerp van het veld werden in 2005 gegund aan het Canadese bedrijf SNC-Lavalin. Olie- en gasmensen uit het hele land waren betrokken bij de ontwikkeling, de exploitatie en het onderhoud van het veld, waarvan een aanzienlijk deel uit Basjkirostan kwam. Het Vankor-project had op het hoogtepunt van de aanlegwerkzaamheden meer dan 450 aannemers en onderaannemers en 12.000 werknemers en 2000 voertuigen aan het werk. Volgens Rosneft werd tevens 80% van alle installaties gemaakt in Rusland zelf.
In juli 2008 werd een 'droge' put geboord in het West-Lodotsjnojeveld van het Vankorcluster. Het veld werd officieel geopend op 21 augustus 2009 in aanwezigheid van de Russische premier Vladimir Poetin, die aangaf dat de olie uit het Vankorveld via pijpleidingen naar China (via de oostelijke oliepijpleiding) en de Oostzee (via de BPS-2) zou worden getransporteerd.
Voor de ontwikkeling van het veld werden vanaf augustus 2009 88 putten geboord in het veld, waaronder 44 productieputten. Vanaf die maand produceerden de oliemannen van Vankor 18.000 ton olie per dag. In totaal werden 425 productieputten geboord op het veld, waarvan 307 horizontale. In de tweede helft van 2009 werd de door Rosneftdochter Poerneftegaz aangelegde 556 kilometer lange oliepijpleiding van Vankor naar Poerpe in bedrijf gesteld.

### Wijziging afzetmarkt door geopolitieke ontwikkelingen
Hoewel het aanvankelijk de bedoeling was om ook olie naar de Europese Unie te transporteren, leidden de Europese sancties na de Russische bezetting van de Krim en ontwikkelingen rond de oorlog in Oost-Oekraïne tot een wijziging van de plannen. De Russische president Poetin bood toen zowel de Chinese als Indiase overheid aan om een belang te nemen in het veld om de afzet zeker te stellen. Op 9 november 2014 nam de China National Petroleum Corporation een belang van 10 procent in Vankorneft. De olie wordt sindsdien via de oostelijke oliepijpleiding naar China vervoerd.
Het veld had bij de openstelling in 2009 een ontwerpcapaciteit van 70.000 ton olie per dag (25 miljoen ton per jaar, 510.000 vaten olie per dag). In 2014 werden 442.000 vaten olie per dag geproduceerd, maar in 2017 viel de productie terug tot 353.000 vaten per dag. Het behalen van de piekproductie werd begin 2018 uitgesteld naar 2019 en dan alleen door de optelling van alle velden in het Vankorcluster.
In 2018 kwamen bij een botsing tussen 2 Mil Mi-8-helikopters van UTAir die oliewerkers naar het Vankorveld moesten vervoeren 18 inzittenden van een van beide helikopters om het leven.

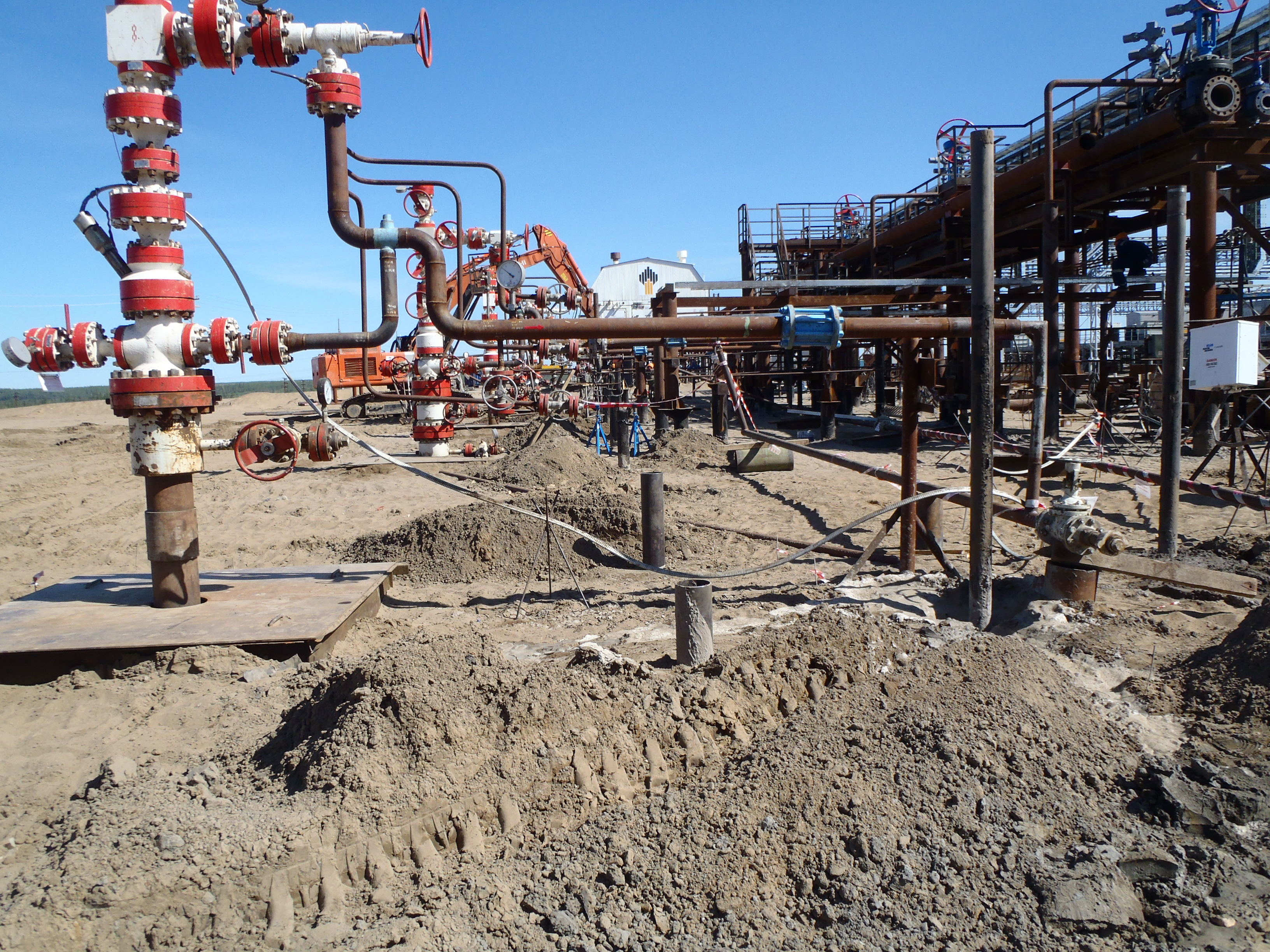
Olie-installaties
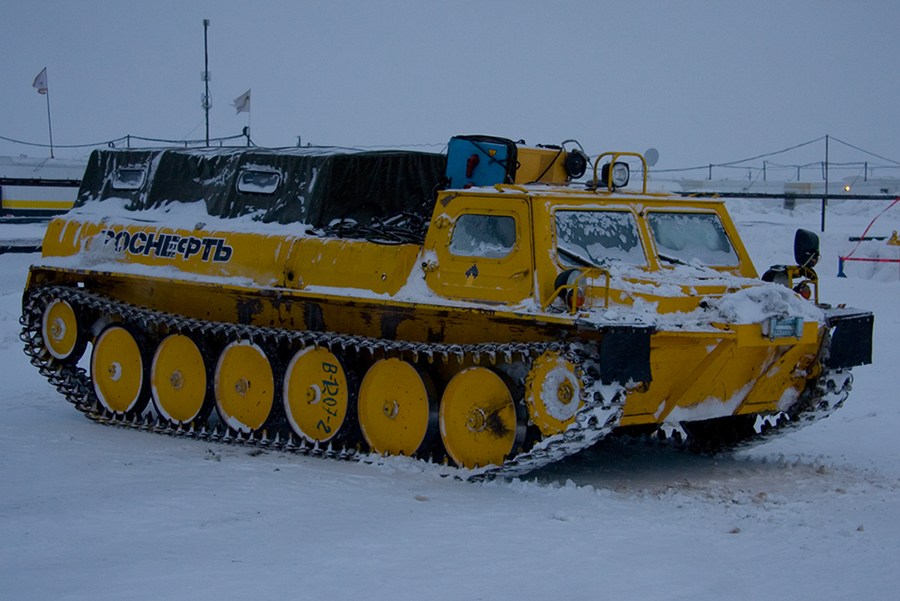
GT-SM-rupsvoertuig bij het Vankorveld